# Jan van Dijk (musicus)
Jan van Dijk (Oostzaan, 4 juni 1918 - Zwijndrecht, 25 november 2016) was een Nederlands musicus, componist en dirigent. 

## Studie
Van Dijk volgde pianolessen van 1927-1935; van 1930 tot 1935 ook vioolles. In die tijd kwamen ook zijn eerste composities tot stand, die hij in 1935 vernietigde. In 1935 volgde hij pianoles bij Emile Eberle aan de Muziekschool Toonkunst van Rotterdam en pakte hij het componeren weer op. 
Hij maakte voor het eerst  kennis met de Rotterdamse componist Willem Pijper. Van 1936 tot 1941 studeerde Van Dijk aan het conservatorium in Rotterdam, piano bij Jaap Callenbach, (alt)viool bij  Johan Warnars en compositie/directie bij Willem Pijper. Daarnaast kreeg hij nog privéles op het orgel (van Ferdinand Timmermans). Na 1941 nam hij privélessen bij Willem Pijper.

## Werkzaamheden
Eenmaal afgestudeerd gaf Van Dijk eerst pianoles aan de muziekschool Toonkunst te Rotterdam (1942-1944) en daarna (1946-1962) aan het Rotterdams Conservatorium. 
Aan het laatste instituut gaf hij les in harmonieleer, contrapunt, hoofdvak theorie en compositie. Daarnaast doceerde hij van 1955 tot 1983 aan het Brabants Conservatorium in Tilburg in de hoofdvakken  theorie, compositie, orkestratie, en van 1962 tot 1977 aan het Koninklijk Conservatorium  in Den Haag hoofdvakken  theorie, analyse en algemene theoretische vorming.
Hij gaf o.a. les aan Diderik Wagenaar, Daan Manneke, Paul van Gulick, Kees Schoonenbeek, René Pieper, Marinus Kasbergen, Joop Voorn, Henk Stoop, Jan van den Langenberg, Rowy van Hest en Tom de Vree. 
Naast zijn werk als docent was hij actief in diverse bestuurs- en adviesfuncties in de op het gebied van muziek, kunst en cultuurbeleid. Hij was bovendien muziekrecensent van Algemeen Handelsblad.

## Composities
Jan van Dijk componeerde een groot muzikaal oeuvre, 1264 muziekwerken: orkest- en koorwerken, concerten, kamermuziek, liederen, piano- en orgelwerken en ook werken voor de beiaard, pianola, viola d'amore a chiavi en 31-toonsmuziek.

## Onderscheidingen
Jan van Dijk ontving de Willem Pijperprijs, de Cultuurprijs van Noord-Brabant, de Brabantse onderscheiding Hertog Jan (voor zijn verdienste voor het Brabantse muziekleven) en tweemaal de Visser Neerlandiaprijs.